# Double Zéro
Double Zéro è un film francese del 2004 diretto da Gérard Pirès.

## Trama
Due nerd appassionati di videogiochi, Ben e Will, vengono assunti dai servizi segreti della Francia per una missione: è stato rubato un missile e i due dovranno compiere un lungo viaggio, coprire le spalle degli agenti e smascherare il nemico raggiungendo il suo covo segreto.

## Distribuzione
Il film è uscito in Francia il 16 giugno 2004 su distribuzione Warner Bros.

## Accoglienza

### Critica
Sul sito IMDb il film è stato votato dal pubblico con 4,0/10.